# Amazing Stories Annual
«Amazing Stories Annual: The Year Book of Scientifiction» — ежегодник фантастики, который выпускался один раз в 1927 году как приложение к «Amazing Stories».

## Журнал
Практически с самого начала издания «Amazing Stories» журнал пользовался большим успехом у читателей, и Хьюго Гернсбек решил попробовать выпускать более объёмное и более дорогое ежегодное приложение, выдержанное в той же тематике.
Особенностью «Amazing Stories Annual» была возможность опубликовать довольно большой по объёму роман целиком в одном номере. Гернсбеку повезло заполучить в первый же выпуск новый роман Э. Р. Берроуза «Великий ум Марса», отвергнутый перед этим журналами «Argosy» и «Popular Magazine» на том простом основании, что роман был фантастический. Гернсбека же это обстоятельство, напротив, более чем устраивало.
Успех «Amazing Stories Annual» был настолько велик (Гернсбек утверждал, что продал около 150 тысяч экземпляров), что уже в 1928 году ежегодник был преобразован в ежеквартальник «Amazing Stories Quarterly» и номер «Annual» за 1927 год остался единственным.

## Выходные данные
- Издатель: Experimenter Publishing Company.
- Редактор: Хьюго Гернсбек.
- Помощник редактора: Томас О’Конор Слоун.
- Формат: bedsheet.
- Объём: 128 стр.
- Цена: 50 центов.

## Содержание номера
- Обложка: Фрэнк Р. Пауль
- Э. Р. Берроуз, «Великий ум Марса» («The Master Mind of Mars», роман)
- А.Меррит, «Лицо в бездне» («The Face in the Abyss», рассказ)
- А.Меррит, «Обитатели бездны» («The People of the Pit», рассказ)
- А. Хайат Веррил, «Человек, который мог исчезнуть» («The Man Who Could Vanish», рассказ)
- Жак Морган, «Образована Энергетическая Кошачья Компания» («The Feline Light and Power Company Is Organized», рассказ)
- Герберт Уэллс, «Под ножом» («Under the Knife», рассказ)
- Остин Холл, «Человек, который спас Землю» («The Man Who Saved the Earth», рассказ)

## Интересные факты
- К выпуску «Amazing Stories Annual» Гернсбека подтолкнула возможность опубликовать роман Берроуза. Это была редкая возможность, которая появилась из-за того, что роман «Великий ум Марса» был отвергнут всеми крупными журналами (вероятно, из-за прозрачных сатирических выпадов против христианских фундаменталистов — редакторы не захотели терять читателей, живущих в так называемом «библейском поясе»). Есть свидетельства, что Берроуз даже бесплатно предлагал этот роман журналу «Popular Magazine» с условием, что ему заплатят, если публикация увеличит продажи журнала, но также получил отказ. Не сумев пристроить роман по своей обычной ставке, Берроуз согласился на гораздо более скромное предложение Гернсбека (сумма договора, из расчёта 2¢ за слово, составила всего 1250 долларов). Однако Гернсбек, славившийся тем, что крайне неохотно выплачивал гонорары, не стал делать исключения и для Берроуза и тянул с выплатой так долго, что Берроуз сумел добиться от него денег и штрафа за задержку только через суд. Впоследствии, когда Гернсбек обратился к нему за разрешением на перепечатку другого романа, Берроуз запросил запредельную цену и тем самым закрыл возможность для переговоров.

- Название «Великий ум Марса» придумал Гернсбек, авторскими названиями романа были «Странное приключение на Марсе» («A Weird Adventure on Mars») и «Вад Варо с Барсума» («Vad Varo of Barsoom»).

- За исключением романа Берроуза, все остальные публикации номера были переизданиями.

- В редакционном вступлении к номеру Гернсбек анонсировал будущую публикацию продолжения повести А.Меррита «Лицо в бездне», которое действительно впоследствии было написано, но опубликовано (под названием «Мать-Змея») в журнале «Argosy». По версии историка Сэма Московица, Меррит действительно договаривался с Гернсбеком о публикации продолжения, однако по договору обязан был предложить его сначала в «Argosy» (эту версию поддерживает то обстоятельство, что Меррит по просьбе Гернсбека существенно переработал для публикации в «Science and Invention» свой роман «Металлическое чудовище»). Остаётся непрояснённым, почему Гернсбек, который не мог не знать об обязательствах Меррита перед «Argosy», позволил себе анонсировать продолжение, тем самым поставив писателя в крайне неудобное положение.

- По свидетельству Морта Вайсингера Меррит узнал о публикации его произведений в «Amazing Stories Annual» только от Вайсингера, что означает, что Гернсбек приобретал права на публикацию не у самого Меррита, а через лицензионзионный отдел издательской компании Munsey, не уведомляя об этом самого Меррита.

- Публикация рассказа Меррита «Обитатели бездны» была, видимо, вынужденной мерой: на стр. 89 выпуска осталось указание на рассказ Мюррея Лейнстера «Сбежавший небоскрёб», которого в номере нет и вместо которого опубликованы «Обитатели бездны». Вероятно, уже готовый номер пришлось срочно переделывать из-за того, что Гернсбеку не удалось согласовать с Лейнстером условия публикации.

- Рассказ Жака Моргана «Образована Энергетическая Кошачья Компания» впервые был опубликован в журнале Гернсбека «Modern Electrics» ещё в 1912 году.

- Журнал появился в продаже в середине июля 1927 года.

- «Amazing Stories Annual» выпущен по стандартам, сильно заниженным по сравнению с «Amazing Stories» — на очень плохой бумаге и с низким качеством печати. Сохранившиеся экземпляры журнала обычно находятся в очень плохом состоянии.